# 麥卓穎
```
香港故事｜00後帆船小將｜為夢想乘風破浪https://youtu.be/8WrCCXUqbUY
```

麥卓穎（英語：Mak Cheuk Wing，2003年2月22日—），香港女子風帆運動員，世界滑浪風帆錦標賽女子組冠軍。曾在2016年至2019年間連續四度當選「香港傑出青少年運動員」。代表香港出戰2018年夏季青年奧林匹克運動會，連續三年奪得亞洲滑浪風帆錦標賽冠軍，並曾多次代表香港參加世界賽事。

## 簡介
麥卓穎就讀聖公會田灣始南小學（2014年）和聖士提反女子中學。因其家居住在赤柱，看到人們練習風帆，便對滑浪風帆提上興趣。麥卓穎在9歲時便學習揚帆出外，並成為培訓隊隊員。13歲之齡破格被取錄成為香港隊成員，世界滑浪風帆錦標賽女子組冠軍,三度奪得亞洲滑浪風帆錦標賽冠軍。

## 比賽生涯
麥卓穎在2016年以13歲之齡在世界滑浪風帆世界錦標賽奪得15歲以下女子組冠軍。2017年Techno 293滑浪風帆世界錦標賽U15女子組奪得亞軍。2018年世界滑浪風帆世界錦標賽獲得第四名。2018年10月在青奧女子Techno293+被出示黑旗取消資格。
- 2016
  - Techno 293世界滑浪風帆錦標賽冠軍
  - Techno 293亞洲滑浪風帆錦標賽冠軍
  - 年度香港傑出青少年運動員

- 2017
  - Techno 293世界滑浪風帆錦標賽亞軍
  - Techno 293亞洲滑浪風帆錦標賽冠軍
  - 年度香港傑出青少年運動員

- 2018
  - Techno 293世界滑浪風帆錦標賽獲得第四名
  - Techno 293亞洲滑浪風帆錦標賽冠軍
  - 年度香港傑出青少年運動員
  - 世界滑浪風帆錦標賽U19女子組奪得第四名，為香港取得阿根廷青年奧運會之入場券
  - 勝出香港滑浪風帆隊的青年奧運會內部選拔，可以代表香港出戰阿根廷青年奧運會。
  - 10月代表香港出戰參加2018年夏季青年奧林匹克運動會

- 2019
  - Techno 293世界滑浪風帆錦標賽獲得第四名
  - Techno 293亞洲滑浪風帆錦標賽冠軍
  - 年度香港傑出青少年運動員

## 個人榮譽
- 香港傑出運動員選舉

2016「香港傑出青少年運動員」
2017「香港傑出青少年運動員」
2018「香港傑出青少年運動員」
（2016年、2017年、2018年 - 共3次當選）
- 運動燃希望基金

2016「運動燃希望基金最傑出青少年運動員」
- 屈臣氏集團香港學生運動員獎

2016「屈臣氏集團香港學生運動員獎」
2017「屈臣氏集團香港學生運動員獎」
2018「屈臣氏集團香港學生運動員獎」
2019「屈臣氏集團香港學生運動員獎」
（2016年、2017年、2018年、2019 - 共4次當選）